# Коричневогорлый гид-гид
Коричневогорлый гид-гид (лат. Pteroptochos castaneus) — вид птиц из семейства топаколовых (Rhinocryptidae). Подвидов не выделяют. Распространён в Чили и провинции  Неукен Аргентины.

## Описание
Коричневогорлый гид-гид — птица среднего размера, длиной до 25 см; самцы немного тяжелее самок и весят от 158 до 185 г, тогда как самки — от 130 до 175 г. Задняя часть головы и спина от сланцево- до дымчато-чёрного цвета. Надхвостье и хвост с тёмно-рыжими перьями. Хвост с чёрными и желтоватыми полосками. Передняя часть головы и нижняя часть тела рыжеватые. Брюхо и подхвостье покрыты чёрноватыми и бледно-рыжими полосками, что создаёт чешуйчатый рисунок. Окологлазное кольцо светло-розового цвета. Радужная оболочка тёмно-коричневая. Клюв и лапы черноватые.

## Вокализация
Песня обычно исполняется дуэтом на рассвете или в сумерках, редко днем. Состоит из 5—7-секундной серии из 22—31 звука с частотой 420—550 Гц. Предупреждающий голос громкий, это 1—4 звука «huet» с частотой 1 кГц, повторяющиеся с интервалом в 1—2 секунды. Поет, сидя на вершине скалы или из густого подлеска. Позывка представляет собой короткие звуки «wehk, wehk, wehk».

## Распространение и места обитания
Коричневогорлый гид-гид распространен в центральной части Чили и на западе Аргентины. В Чили встречается от провинции Кольчагуа до провинций Консепсьон и Био-био. Южная граница ареала проходит от устья реки Био-био на восток до её впадения в реку Лака и далее на восток, вдоль северного побережья реки Лая. Обитает на высоте до 1550 метров над уровнем моря. В Аргентине он распространен в небольшом секторе на северо-западе провинции Неукен, встречается на высоте от 1450 до 1550 метров над уровнем моря.
Обитает в лесах умеренного пояса с деревьями родов Нотофагус (Nothofagus) и Австроцедрус (Austrocedrus). Иногда встречается на экзотических плантациях сосны лучистой (Pinus radiata), но только при наличии густого кустарникового подлеска. 

## Билогия
Коричневогорлый гид-гид добывает пищу в лесной подстилке, разгребая опавшие листья своими большими лапами. Питается насекомыми и их личинками, а также значительным количеством семян и плодов.
Сезон размножения приходится на весенние месяцы и продолжается с сентября по декабрь. Однако, норы, которые используются для гнездования, выкапываются зимой в сезон дождей, когда почва наиболее рыхлая. Длина норы может достигать трёх метров. В кладке два белых яйца овальной формы. Размеры яиц довольно велики относительно размера птицы и в среднем составляют 35,6 х 27,9 мм. В насиживании принимают участие оба родителя.